# Основание и Империя
«Основание и Империя» (англ. Foundation and Empire; другие варианты перевода: «Академия и Империя», «Фонд и Империя», «Основатели и Империя») — роман, написанный Айзеком Азимовым и опубликованный издательством Gnome Press в 1952 году. Стал второй книгой серии «Основание» и четвёртой в данной фантастической хронологии. Роман состоит из двух частей, первоначально опубликованных как отдельные повести.

## История публикаций

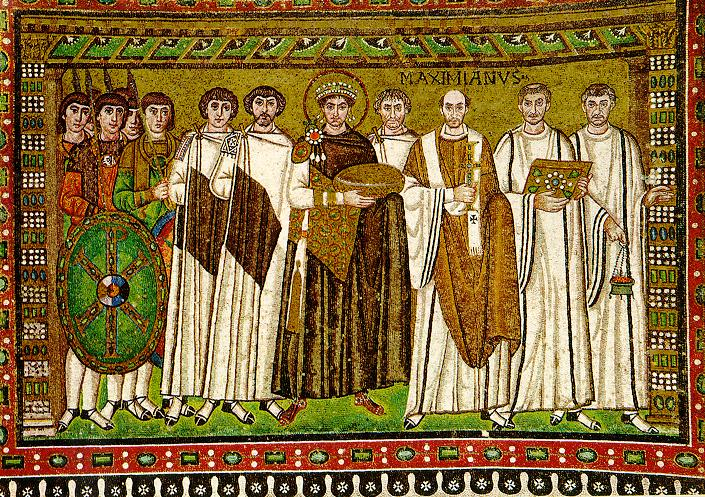
Император Юстиниан и Велизарий (мозаика базилики Сан-Витале, Равенна)

Роман увидел множество изданий, в 1955 издательство Ace Double выпустило роман под названием «Человек, перевернувший Вселенную» («The Man Who Upset the Universe») (не соединённый с другой частью). Рассказы, из которых состоит роман, первоначально были опубликованы под разными названиями в журнале Astounding Science Fiction в 1945 году. Каждая из частей, состоящая из рассказов, публиковалась до и после публикации романа целиком.
Часть «Генерал» («The General») была впервые опубликована в апрельском выпуске 1945 года журнала Astounding Science Fiction под названием «Мёртвая рука» («Dead Hand»). Персонажи императора Клеона II и Бела Риоза основаны на личностях византийского императора Юстиниана I и его полководца Велизария. Азимов знал об этой истории, так как незадолго до написания своего романа прочёл роман Роберта Грейвса «Граф Велизарий» («Count Belisarius»), а ранее он изучил труд Эдварда Гиббона «История упадка и разрушения Римской империи» («The History of the Decline and Fall of the Roman Empire»), на котором основывается вся серия.
Часть «Мул» («The Mule») была впервые опубликована в ноябрьском и декабрьском выпусках 1945 года журнала Astounding Science Fiction.

## Описание сюжета

### Генерал
После окончания событий в романе «Основание» прошло 40 лет. Молодой, одарённый и амбициозный генерал Империи Бел Риоз, назначенный военным комендантом Сивенны на границе с Периферией, посещает местного патриция Дуцема Барра чтобы разузнать о волшебниках. Барр рассказывает о встрече своего отца и торговца Мэллоу, а также об учении Хэри Селдона. Риоз решает отправиться инкогнито на планеты, входящие в сферу влияния Основания.
После захвата одного из имперских кораблей руководители Основания догадываются о разведывательной миссии Риоза. Они опасаются, что их ожидает очередной кризис Селдона. Лидер Сеннет Форелл решает послать собственного агента из независимых торговцев.
Риоз рассказывает Барру о результатах своей миссии. Основания неуклонно расширяет сферу влияния, что начинает угрожать Империи. Полководец просит патриция помочь в борьбе с Основанием, но Барр заявляет, что Риоз проиграет: против него стоит мёртвая рука Хэри Селдона — психоистория и ход истории. Генерал принимает вызов.

Символ Галактической империи: «Золотой шар с его стилизованными лучами и наклонной формой сигары, которая была космическим кораблем».

На Транторе император Клеон II, прикованный к постели тяжёлой болезнью, получает просьбу Риоза разрешить завоевание во славу императора. Клеон и его фаворит Бродриг не решаются послать подкрепления Риозу, опасаясь, что он свергнет императора. Император выносит тему на обсуждение в будущий Совет лордов, а Бродрига отправляет в качестве своего представителя в штаб полководца для наблюдения за его действиями.
Одарённый стратег Риоз успешно ведёт кампанию против Основания, захватывая ключевые точки и готовя завершающий удар. Имперцы захватывают корабль торговца Латана Диверса, полководец поручает Барру разговорить его. Патриций рассказывает Диверсу, что является сыном Онума Барра и желает освобождения своей родины от Империи. С ними встречается Бродриг, желающий узнать истинные мотивы генерала. Диверс рассказывает ему, что с помощью технологий Основания Риоз сможет свергнуть Клеона II, овладев секретом трансмутации металлов. Такого же мнения придерживается и сам придворный, вручивший торговцу за сведения 100 тыс. кредиток и напоследок раскрывающий ему тайну: Основание пыталось заключить мир с Риозом, предложив 100 тонн сделанного из железа иридия, которые тот отдал Бродригу в обмен на поддержку.
Через полгода с начала кампании войскам Империи остаётся всего несколько дней до захвата Терминуса. Риоз рассказывает своим пленникам, что Бродриг решил остаться в штабе под его началом и уговорил императора прислать дополнительные силы. Он обвиняет Диверса в шпионаже и угрожает допросить их с применением психозонда. Барр оглушает генерала хрустальным кубком, и они сбегают с корабля, прихватив личное послание лорда.
Беглецы решают отправиться на Трантор и вручить императору послание, которое можно трактовать как подготовку переворота. Пытаясь попасть к императору они раздают взятки, но один из чиновников оказывается офицером тайной полиции. Он обвиняет героев в участии в только что раскрытом заговоре. Диверс и Барр покидают Трантор, где уже стало известно об отзыве, аресте и казни Риоза и Бродрига по сфабрикованному обвинению.
Война окончена, Сивенна переходит под контроль Основания. Дуцем Барр заявляет, что, согласно законам психоистории Селдона, нынешняя Империя неспособна вести завоевательные войны: слабый генерал неопасен даже при сильном императоре, сильный генерал при слабом императоре сам захватил бы трон империи, сильный император, опасаясь за свою власть, уничтожит сильного генерала, а генерал-император не сможет вести войны на Периферии при постоянной угрозе мятежей и переворотов.

### Мул
Прошло 100 лет. Нарастает конфронтация между деспотическим Основанием и планетами независимых торговцев, титул мэра уже третье поколение находится в руках одной семьи. Один из лидеров оппозиции планеты Убежище Ранду отправляет сына своего друга Торана с молодой женой Бэйтой в свадебное путешествие на планету Калган, недавно без боя захваченную странным авантюристом по прозвищу Мул. На Калгане герои подбирают беглого шута Мула по имени Магнифико. Посетивший их капитан разведки Фонда Хэн Притчер заявляет, что Мул — мутант, обладающий сверхчеловеческими способностями.
Мул начинает войну против Основания и вскоре завоёвывает его. Героям удаётся бежать на Убежище, которое оказывается осаждённым Мулом. На Убежище нарастают пораженческие настроения. Ранду отправляет героев вместе с психологом Основания Эблингом Мисом на поиски Второго Основания на Трантор, который в ходе Великого побоища лишился большей части населения и построек. На Неотранторе путешественников захватывает в плен кронпринц Империи, состоящей ныне всего из 20 аграрных планет, но Магнифико исполняет музыкальную пьесу на своём инструменте, которая буквально нокаутирует всех присутствующих, кронпринц при этом погибает.
Герои прилетают на Трантор, где Мис начинает свою работу. К ним прибывает попавший под контроль Мула Притчер уже в звании полковника, рассказывающий о планах своего хозяина: используя технологическую мощь Основания и дар подчинять своему влиянию других людей, тот подчинит себе остатки Империи и после смерти пожилого Императора с Неотрантора станет законным хозяином Галактики, после чего наступят мир и порядок. Мис осознаёт, что Селдон создал два Основания — Первое из представителей физических наук на Терминусе и Второе из учёных-специалистов по интеллекту, засекретив его местоположение. Задачей Второго Основания является отражение психической атаки со стороны такого мутанта, как Мул.
Мис понимает, что если потомки Мула унаследуют его способности, то человечество не сможет с ними конкурировать и превратится в подчинённую расу. Если не унаследуют, то после гибели Мула его империя развалится, но уже не будет Оснований — зародышей Второй Империи, и конца варварству не будет видно. Рассказать, где находится Второе Основания, Мис не успевает — его убивает Бэйта, которая догадалась кто есть Мул.
Мул, всё время находившийся рядом с героями, рассказывает, что для него человеческие эмоции — это как некая стрелка, которой он может управлять, стирать чужие воспоминания, заставлять своих сторонников трудиться со сверхотдачей и угнетать своих противников. Он отпускает героев с миром.

## Критическое восприятие
Обозреватель Грофф Конклин описал роман как «основанный на чрезвычайно трезвом, научном и зрелом социально-политическом размышлении». Бушер и МакКомас, напротив, подвергли роман резкой критике, заявив: «Любой имеющий хотя бы шапочное знакомство с Гиббоном, Брэстедом или Прескоттом, не найдёт здесь никаких новых идей кроме крайне непонятных идей, содержащихся в личной науке автора — психоистории».

## Продолжения
- Сиквел «Второе Основание» повествует об окончании истории Мула.
- В четвёртой части серии «Край Основания» («Foundation’s Edge») Азимов пишет, что Мул был отбившимся членом планетного сообщества Гея.
- О конце остатка Империи на Транторе повествуется в романе Гарри Тертлдава «Падение Трантора» («Trantor Falls»)[2]. в сборнике произведений «Друзья Основания» («Foundation’s Friends»).